# The Holy Terror
The Holy Terror (en ediciones en español titulado como El Gran Dictador) es una novela distópica escrita por H. G. Wells y publicada en el año 1939. En esta novela, Wells estudia el desarrollo psicológico de un dictador moderno, basado en las carreras de Stalin, Mussolini y Hitler. Jorge Luis Borges le dedicó un escrito en Libros y autores extranjeros: Guía de lecturas, sección de El Hogar.

## Argumento
El libro se presenta a sí mismo como una biografía de Rudolf Whitlow, quien nace con un temperamento tan agresivo que su cuidadora lo llama "un terror santo".
La obra se divide en cuatro libros. Los acontecimientos del Libro Primero tienen lugar en el reconocible pasado reciente inglés, aunque Wells advierte que "Toda persona, lugar y cosa de esta historia -incluso los países en los que sucede- son ficticios... La Inglaterra, los Estados Unidos, el Londres en este libro no son la Inglaterra, los Estados Unidos y Londres de la geografía y el periodismo, sino una Inglaterra, Estados Unidos, y Londres transpuestos a la narración imaginativa". Con el Libro Segundo, la novela da un giro futurista y la acción de la novela se extiende hasta principios de la década de 1950.
El primer libro describe la vida y la educación temprana de Rud Whitlow, incluyendo sus años en la universidad, donde Richard Carstall, un conocido de la infancia, hijo del doctor que trajo a Rud al mundo, reconoce y admira el emergente genio político de Rud. En un recorrido a pie durante el verano a través de la campiña inglesa, Rud conoce a Chiffan, un activista militante político experimentado que también se desencantó con la democracia y la política de izquierda. Chiffan se convierte en una especie de asesor y mentor de Rud.
En el Libro Segundo, Rud conoce a un rico medio-americano, Steenhold, que cree en el futuro político de Rud, y reúne a un grupo de colaboradores con ideas afines. Estos incluyen a Rogers, un boxeador que se ocupa de la seguridad, y Bodisham, estratega intelectual formado en la London School of Economics quién será el autor intelectual de la futura revolución mundial. El Grupo (como se llaman a sí mismos) intenta dar un golpe de Estado para derrocar al fundador del Partido Socialista Popular, Lord Horatio Bohun. El golpe de Estado no tiene éxito antes de que un breve encarcelamiento revele la cobardía y el miedo que subyacen en la agresividad audaz de Rud Whitlow.
En el Libro Tercero, Rud y sus colaboradores purgan al partido de antisemitismo y le cambian el nombre al de Movimiento del sentido común. Durante un período de doce años logran la fundación de un estado mundial. Rud visita regularmente América para promover sus puntos de vista. Su movimiento es apoyado por militar experto llamado Reedly y un ingeniero aeronáutico brillante y desinteresado llamado Bellacourt. Un futuro jefe de la policía secreta llamada Thirp también se une. En 1944 el Partido del Hombre Común es conocido en todo el mundo. Cuando la guerra mundial de las ideologías se declara y llega a un punto muerto en todo el mundo, Rud es capaz de anticiparse a un golpe de Estado por parte de Reedly. Utiliza el control de Bellacourt del poder aéreo no sólo para exterminar a Reedly, sino también para decapitar a la cúpula militar de las diversas potencias mundiales. Steenhold muere en este conflicto final, pero los demás sobreviven para establecer, con el apoyo oportuno de la Asociación Mundial para el Avance de la Ciencia, un Estado mundial común.
El Libro Cuarto, sin embargo, revela que Rud no es el líder iluminado que el mundo cree que es "el Director". La agresión feroz en el carácter de Rud Whitlow reaparece cuando El Grupo considera necesario montar una campaña de propaganda que lo presente como salvador del mundo. Rud desarrolla un gusto por la policía y las cárceles secretas. Se vuelve en contra de los colaboradores que tratan de detenerlo, incluyendo a Chiffan, que es ejecutado por haberse atrevido a advertirle que estaba traicionando su revolución. Rud se obsesiona con los judíos y comienza a trazar "un pogrom final", "una masacre acumulativa", cuando Richard Carstall, ahora un médico famoso, es capaz de tomar el asunto en sus propias manos y matar al dictador en su clínica. Lo mantiene en secreto, y el libro concluye con una discusión entre Carstall con su joven hijo sobre una historia oficial de la revolución mundial en la que Rud Whitlow sigue siendo considerado un héroe.